# 格里森巴赫河
50°53′06″N 8°10′05″E / 50.885067°N 8.168095°E

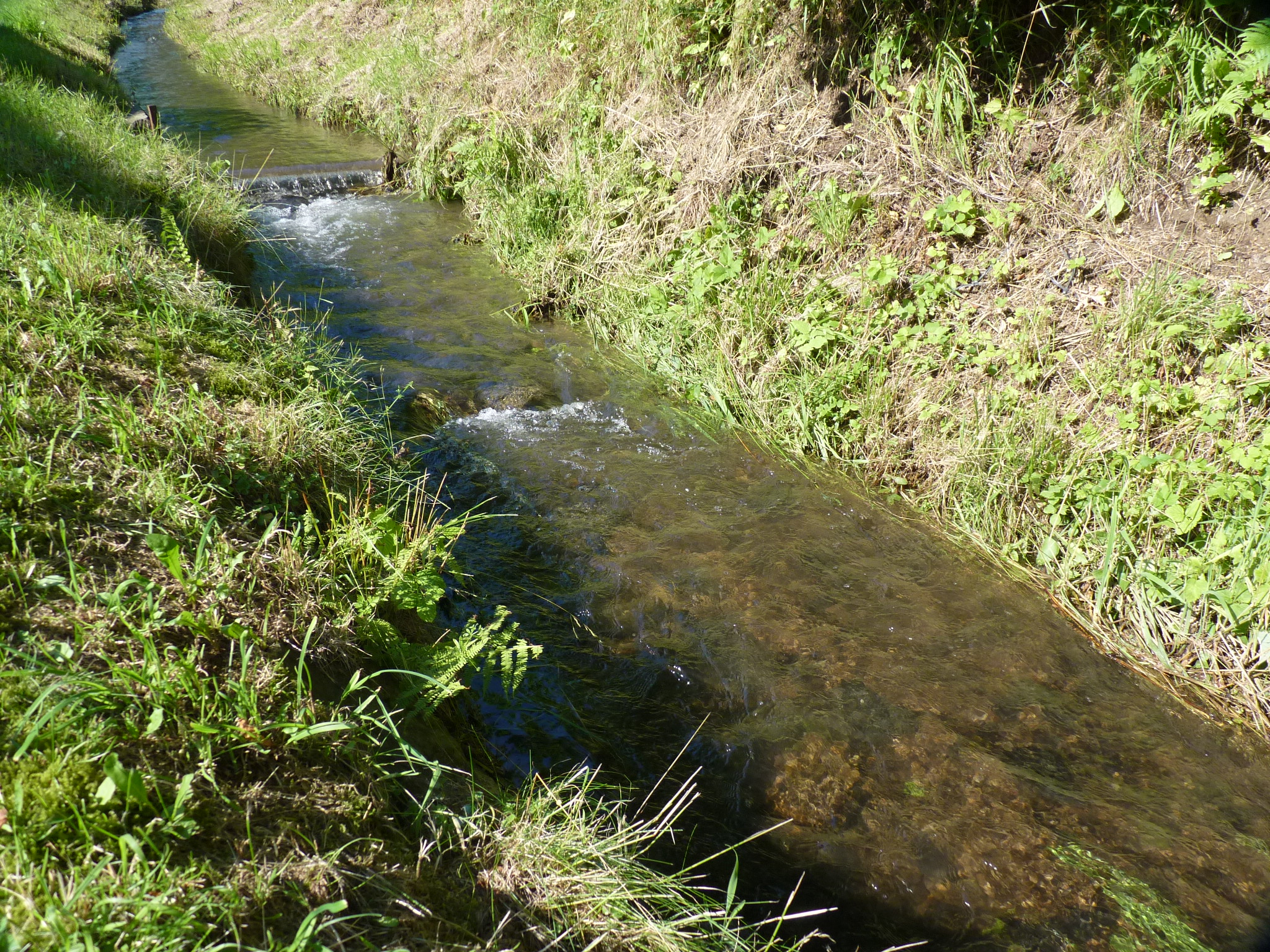
格里森巴赫河

格里森巴赫河（德語：Grissenbach），是德國的河流，位於該國西部，流經北萊茵-威斯特法倫州，屬於錫格河的右支流，河道全長2.7公里，流域面積2.2平方公里。